# Documenta Mathematica
Documenta Mathematica ist eine mathematische Fachzeitschrift, die von der Deutschen Mathematiker-Vereinigung herausgegeben wird. Sie wurde 1996 gegründet und steht allen mathematischen Teilgebieten offen.
Die Fachzeitschrift wird als Open-Access-Zeitschrift herausgegeben, d. h. alle Artikel seit 1996 stehen kostenlos als Volltext zur Verfügung.
Aktuelle Herausgeber sind Henning Krause, Stefan Teufel und Otmar Venjakob. Ehemalige Herausgeber waren Alfred Karl Louis (1997–2012), Peter Schneider (1996–2012) und Ulf Rehmann (1996–2016).